# Taslim Olawale Elias

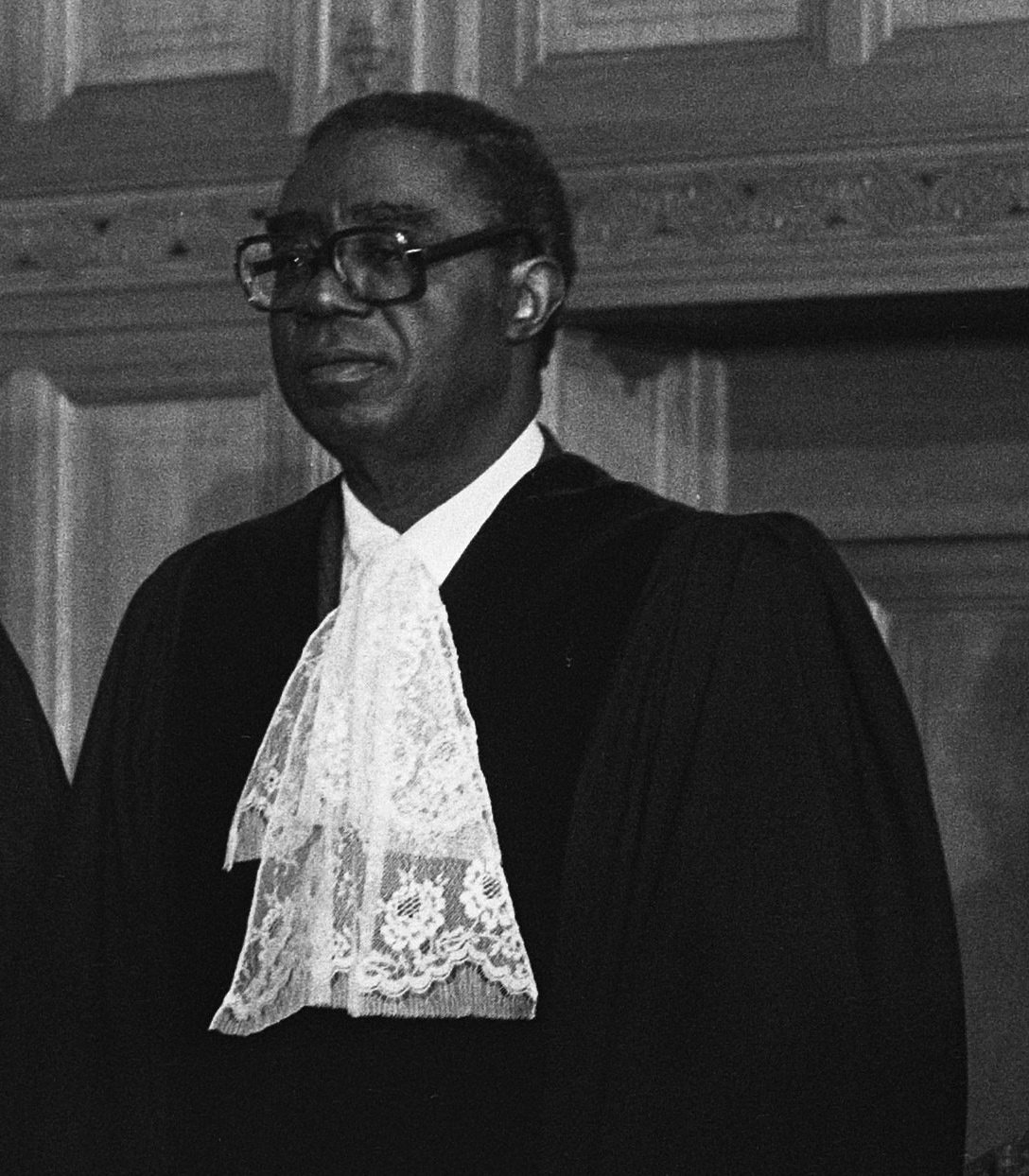
Taslim Olawale Elias am Internationalen Gerichtshof (1979)

Taslim Olawale Elias (* 11. November 1914 in Lagos; † 14. August 1991 ebenda) war ein nigerianischer Jurist. Er wirkte unter anderem als Justizminister Nigerias und Vorsitzender Richter am Obersten Gericht des Landes und war von 1976 bis zu seinem Tod als Richter am Internationalen Gerichtshof tätig, darunter von 1981 bis 1985 als erster afrikanischer Präsident des Gerichts. Er gilt als einer der bekanntesten und einflussreichsten Juristen in der Geschichte seines Heimatlandes.

## Leben
Taslim Olawale Elias wurde 1914 in Lagos geboren und absolvierte seine juristische Ausbildung an der Universität London, an der er 1946 den Abschluss als Bachelor of Laws (LL.B.) erlangte und drei Jahre später promovierte. In seinem Heimatland Nigeria wirkte er nach der staatlichen Unabhängigkeit im Jahr 1960 unter anderem von 1960 bis 1966 als Justizminister, von 1966 bis 1972 als Generalstaatsanwalt und von 1972 bis 1975 als Vorsitzender Richter des Obersten Gerichts. Während dieser Zeit war er maßgeblich an der Etablierung des nigerianischen Justizsystems und der Gestaltung von dessen Rechtsgrundlagen beteiligt. 1963 gehörte er einer Expertenkommission an, welche die Charta der Organisation für Afrikanische Einheit ausarbeitete.
Neben seinem Wirken auf nationaler Ebene war er von 1961 bis 1975 Mitglied der Völkerrechtskommission der Vereinten Nationen. Anschließend wurde er im Februar 1976 Richter am Internationalen Gerichtshof in Den Haag, an dem er bis zu seinem Tod tätig war. Während dieser Zeit wirkte er von 1979 bis 1982 als Vizepräsident des Gerichts und wurde in dieser Funktion nach dem Tod von Humphrey Waldock amtierender Präsident von August 1981 bis Anfang 1982. Von 1982 bis 1985 war er der erste für eine reguläre Amtszeit gewählte Präsident aus einem afrikanischen Land in der Geschichte des Gerichts. Zu Seinem Nachfolger bis zum Ende seiner turnusgemäßen Amtszeit wurde, den Traditionen des Gerichts entsprechend, sein Landsmann Bola Ajibola gewählt.
Darüber hinaus war er Präsident der Nigerianischen Vereinigung für internationales Recht sowie der Afrikanischen Vereinigung für internationales Recht und 1975 Präsident der Weltrichtervereinigung (World Association of Judges). An der University of Lagos war er als Professor sowie von 1966 bis 1972 als Dekan an der juristischen Fakultät tätig. Ebenso wirkte er als Dozent an der Haager Akademie für Völkerrecht, deren Kuratorium er ab 1975 angehörte.
Taslim Olawale Elias war ab 1932 verheiratet sowie Vater von drei Söhnen und zwei Töchtern. Er starb 1991 in seiner Heimatstadt.

## Auszeichnungen
Taslim Olawale Elias war Mitglied des Institut de Droit international und wurde 1973 als Ehrenmitglied in die Amerikanische Gesellschaft für internationales Recht aufgenommen. Im Jahr 1979 wurde ihm der Nigerianische Verdienstorden (Nigerian National Order of Merit Award) verliehen, darüber hinaus erhielt er Ehrendoktorate verschiedener Universitäten. 1984 wurde er in die American Academy of Arts and Sciences aufgenommen. Die Fachzeitschrift Leiden Journal of International Law widmete im Jahr 2008 dem Leben und Wirken von Taslim Olawale Elias eine Sonderausgabe. An der University of Lagos trägt die juristische Abteilung der Bibliothek seinen Namen.

## Werke (Auswahl)
- The Nature of African Customary Law. Manchester University Press, Manchester 1956
- Ghana and Sierra Leone: The Development of their Laws and Constitutions. Stevens, London 1962
- The Nigerian Legal System. Routeledge & Kegan Paul, London 1963
- Africa and the Development of International Law. A.W. Sijthoff, Leiden 1972
- Africa Before the World Court. University of Nairobi, Nairobi 1981
- The International Court of Justice and Some Contemporary Problems. Martinus Nijhoff Publishers, Den Haag und Boston 1983